# 리코스 (닉테우스의 형제)
리코스(Λύκος)는 그리스 신화에서 안티오페의 숙부였다. 그녀를 제우스가 임신시키고 그녀는 부끄러워 시키온의 왕 에포페우스에게로 달아났으며 그녀의 아이 암피온과 제투스를 버렸다. 그들은 시타에론 산에 버려졌지만 양치기에 의해 키워졌다. 닉테우스는 그의 딸을 데려오기 위해 리코스를 보냈다. 그는 그녀를 데려와 그의 부인 디르케의 노예로 주었다.
| 전임 닉테우스 | 테베의 왕 | 후임 랍다코스 |

| 전임 랍다코스 | 테베의 왕 | 후임 암피온과 제토스 |